# Norra Österbotten
Norra Österbotten (finska Pohjois-Pohjanmaa) är ett landskap i Uleåborgs län i Finland, inte att förväxla med Nordösterbotten, som avser norra svenskspråkiga Österbotten. Landskapet är beläget vid Bottenvikens östra kust. Huvudorten i Norra Österbotten är staden Uleåborg, som är norra Finlands största stad. Historiskt sett är landskapet en del av Österbotten. Norra Österbotten är enspråkigt finskt.

## Kommuner
Sedan den 1 januari 2016 finns det 30 kommuner i landskapet; de 11 städerna är markerade med fetstil.

- Alavieska
- Brahestad
- Haapajärvi
- Haapavesi
- Ijo
- Kalajoki
- Karlö
- Kempele
- Kuusamo
- Kärsämäki
- Limingo
- Lumijoki
- Merijärvi
- Muhos
- Nivala
- Oulais
- Pudasjärvi
- Pyhäjoki
- Pyhäjärvi
- Pyhäntä
- Reisjärvi
- Sievi
- Siikajoki
- Siikalatva
- Taivalkoski
- Tyrnävä
- Uleåborg
- Utajärvi
- Vaala
- Ylivieska

Kommunen Vaala tillfördes 1 januari 2016 från Kajanaland.

## Välfärdsområde
Hela landskapet tillhör Norra Österbottens välfärdsområde som ansvarar för social- och hälsovård samt räddningstjänst.

## Norra Österbottens vapen

Norra Österbottens vapen

Trots att Norra Österbotten enbart utgör en del av det område som tidigare var det historiska landskapet Österbotten, är dess landskapsvapen nästan identiskt med det historiska landskapets vapen.